# Die Abfahrer
Die Abfahrer é um filme produzido na Alemanha, dirigido por Adolf Winkelmann e lançado em 1978.